# Фатална љубав (албум)
Фатална љубав је седми студијски албум Светлане Цеце Ражнатовић који је издат за ПГП РТС и Lucky Sound јуна 1995.

## О албуму
Фатална љубав је Цецин први албум након удаје, тачније изашао је само неколико месеци након Цециног венчања са Арканом, оповргнувши сва нагађања и прогнозе да ће удаја прекинути њену каријеру. Уместо таквих прича, у јуну је почело да се на сав глас прича о Цецином новом албуму који је посветила свом супругу и који су многи оценили као најбољи до сада. Звук је био модернији, текстови су одисали емоцијама, а насловна нумера Фатална љубав је постала хит још док је ишла најава за албум. Песме које су се издвојиле су и Није монотонија, Иди док си млад и Београд. Занимљиво је и да је Цеца на овом албуму започела сарадњу са Александром Милићем Милијем, који је и данас њен главни композитор и продуцент и то баш за песму Иди док си млад.
Албум је продат у тиражу од 175 000 примерака.

## Списак песама
На албуму се налазе следеће песме:
| Бр. | Назив                               | Текст                           | Музика                    | Аранжман             | Трајање |
| --- | ----------------------------------- | ------------------------------- | ------------------------- | -------------------- | ------- |
| 1.  | Није монотонија                     | Марина Туцаковић                | Александар Радуловић      | Александар Радуловић | 03:27   |
| 2.  | Злато срећан пут                    | Оливер Мандић, Марина Туцаковић | Оливер Мандић             | Александар Радуловић | 03:42   |
| 3.  | Знам                                | Љубо Јововић                    | Лео Ђокај, Ненад Кнежевић | Александар Радуловић | 03:18   |
| 4.  | Иди док си млад                     | Марина Туцаковић                | Александар Милић          | Александар Радуловић | 03:29   |
| 5.  | Волела сам, волела                  | Милић Вукашиновић               | Милић Вукашиновић         | Александар Радуловић | 03:26   |
| 6.  | Шта још можеш да ми даш             | Борисав Ђорђевић                | Оливер Мандић             | Александар Радуловић | 03:38   |
| 7.  | Фатална љубав                       | Марина Туцаковић                | Александар Радуловић      | Александар Радуловић | 03:38   |
| 8.  | Да ли то љубав прави од нас слабиће | Марина Туцаковић                | Александар Радуловић      | Александар Радуловић | 03:50   |
| 9.  | Београд                             | Един Дервишхалидовић            | Александар Радуловић      | Александар Радуловић | 03:40   |

## Информације о албуму
- * Песма 2 је заправо песма 9 на албуму Ја још спавам у твојој мајици
- Музички продуцент: Александар Радуловић
- Тон мајстор: Драган Вукићевић
- Снимано у студију "Lucky Sound"
- Извршни продуцент: Ненад Јосивљевић
- Management: Бане Стојановић
- Уредник издања за ЕУ, Аустралију, Канаду и САД: Дарко Дуспара
- Компјутерска обрада: Line of Design
- Шминка: Татјана Кесић
- Фото и дизајн: Дејан Милићевић
- Уредник: Драган Стојковић
- Директор-главни и одговорни уредник: Ђорђе Минков

## Обраде
- 5. Волела сам, волела (оригинал: Ханка Палдум - Вољела сам, вољела - 1979)
- 7. Фатална љубав (оригинал: Зорица Марковић - Живота ми мог, 1989)
- 9. Београд (оригинал: Фазла - Једном сам пробао, 1993)

## Спотови
- Није монотонија
- Знам
- Иди док си млад
- Фатална љубав
- Београд